# Doña Remedios Trinidad
Doña Remedios Trinidad è una municipalità di seconda classe delle Filippine, situata nella Provincia di Bulacan, nella Regione del Luzon Centrale.
Doña Remedios Trinidad è formata da 8 baranggay:
- Bayabas
- Camachile
- Camachin
- Kabayunan
- Kalawakan
- Pulong Sampalok
- Sapang Bulak
- Talbak